# Буцько Микола Олександрович
Микола Олександрович Буцько (*16 березня 1923, с. Слободо-Петрівка Гребінківського району Полтавської області — †2 січня 1982, Київ) — український радянський історик, доктор історичних наук, професор.

## Біографія
Учасник Другої світової війни.
Закінчив історичний факультет Київського державного університету ім. Т. Г. Шевченка (1951).
У Київському державному університеті ім. Т. Г. Шевченка: з 1952 асистент, з 1954 старший викладач, з 1958 доцент кафедри марксизму-ленінізму, з 1964 в. о. професора, у 1967–75 професор кафедри історії КПРС Інституту підвищення квалфікації викладачів суспільних наук.

## Наукові інтереси
Сфера наукових інтересів: історія КПРС, роль КПРС у відбудові народного господарства в роки Другої світової війни, історія обласних парторганізацій України.
Кандидатська дисертація «Братская помощь великого русского народа и других народов СССР украинскому народу в восстановлении народного хозяйства республики в годы Великой Отечественной войны (1943—1945 гг.)» (1954), докторська дисертація «Коммунистическая партия — организатор и руководитель восстановления народного хозяйства Украины в годы Великой Отечественной войны (1942—1945 гг.)» (1966).

## Основні праці
- Початок робітничого руху і поширення марксизму в Росії (1883—1894 рр.) К., 1960 (у співавт.).
- Коммунистическая партия — организатор всенародной помощи Советской Украине в восстановлении народного хозяйства в годы Великой Отечественной войны. К., 1962.
- Воєнно-організаторська діяльність КП України в перші роки Великої Вітчизняної війни. К., 1969 (у співавт.).
- Советский солдат — патриот, интернационалист. К., 1978 (в соавт.).

## Нагороди
- Орден Вітчизняної війни І ступеня
- Медаль «За перемогу над Німеччиною у Великій Вітчизняній війні 1941—1945 рр.»
- Знак «Ветеран гвардійських мінометних частин».